# Ulysse Gemignani
Ulysse Gemignani, nacido en 1906 y fallecido en 1973 , es un escultor francés, ganador del Premio de Roma en 1933. 

## Datos biográficos
Alumno de la École nationale supérieure des beaux-arts de París.
A la edad de 24 años se presenta al Salón de París con la obra Le miroir.
Ganador del Gran Premio de Roma en 1933, con la obra titulada Orphée apaise la tempête.
En 1934 se traslada a la Villa Médici de Roma. Allí conoce a la compositora Yvonne Desportes, también ganadora del concurso en 1932 y con la que contrajo matrimonio.
Permanece en la Academia de Francia en Roma hasta 1937.
Tuvo tres hijos: Martine, Vincent, y Michel
En 1945 presenta la escultura de "La portadora de hiervas" en el Salón de la société nationale des indépendants de París, obra que es adquirida por el estado francés.
Tras la Segunda Guerra Mundial realiza algunos proyectos para monumentos a los caídos en la contienda. Dentro de esta línea temática participó en la decoración del Memorial de la Francia combatiente, en Mont Valérien.

## Obras
| An archer o Hercules, Greek Archer Un arquero o Hércules, arquero griego                                                                  | Obra de 1930, realizada como estudiante de la École nationale supérieure des beaux-arts de París. Material: bronce con pátina negra. Dimensiones:26 x 0 in. / 53,3 x 66 x 24 cm. Descripción: se trata de la figura de un hombre en el momento que tensa un arco. También se describe como la figura del Hércules mitológico. En la actualidad existen diferentes reproducciones de la pieza. Uno de los bronces se encuentra en Ámsterdam, Holanda. Se trata de una serie realizada en Berlín por la fundición Gladenbeck |
| Orphée apaise la tempête Orfeo amaina la tempestad                                                                                        | Fecha de realización: 1933. Con esta obra Gemignani obtuvo el Gran Premio de Roma, por ello la obra se encuentra en depósito de la École nationale supérieure des beaux-arts de París. Material: escayola Tipo de pieza: bajorrelieve Descripción: La obra representa a la figura mitológica de Orfeo Dimensiones:26 x 0 in. / 53,3 x 66 x 24 cm.48°51′26″N 2°20′2″E / 48.85722, 2.33389 |
| Buste de sa femme Busto de Yvonne Desportes                                                                                               | Magnífico busto. Retrato de la que sería su esposa: Yvonne Desportes Material: Mármol Realizado en la Villa Médici de Roma en el periodo 1934-1937 Expuesto en el Petit Palais de París |
| Les sirènes Las sirenas | Obra fechada y firmada en 1943 Material: Terracota con pátina Dimensiones: 22.4 x 0 in. / 57 x 0 cm. En propiedad de la Galería Marie Watteau, 14, rue de Beaune 5007 París |
| Trois sirènes sur un rocher Tres sirenas sobre una roca                                                                                   | Obra de 1945- 1946 Piedra Dimensiones: 17.7 x 0 in. / 45 x 0 cm. Realizada para la Île-aux-Ibis de Le Vésinet (Yvelines) en 1946.48°53′55″N 2°7′44″E / 48.89861, 2.12889 |
| Porteuse de gerbes o Les bles La portadora de hierbas Los trigos                                                                          | Obra de 1945 Tipo de obra: estatuilla en bulto redondo de terracota. Se conserva en el Museo de la Sainte-Croix de Poitiers 46°34′44″N 0°20′51″E / 46.57889, 0.34750 |
| Monument commemoratif aux victimes de la guerre et de la liberation Monumento conmemorativo a la víctimas de la guerra y de la liberación | Fecha de realización: 1946 Estadio de realización: Maqueta de Monumento, jamás realizado Tipo de obra: Bulto redondo, escayola Descripción: se trata de un grupo alegórico de figuras humanas, unas femeninas (la república y la ciudad de Poitiers), y otras masculinas (heridos en la guerra). La obra se conserva en el museo de la Sainte-Croix de Poitiers 46°34′44″N 0°20′51″E / 46.57889, 0.34750 |
| Monument commemoratif aux victimes de la guerre et de la liberation Monumento conmemorativo a la víctimas de la guerra y de la liberación | Fecha de realización: 1946 Estadio de realización: Maqueta de Monumento, jamás realizado Tipo de obra: Bulto redondo y relieve, escayola Descripción: se trata de un grupo alegórico de figuras humanas, realizado en memoria de los caídos en la S.G.M.. En este caso se incluye la figura alegórica de la Victoria. En la base se reproduce el escudo de la Ciudad de Poitiers, promotora del proyecto. La obra se conserva en el museo de la Sainte-Croix de Poitiers 46°34′44″N 0°20′51″E / 46.57889, 0.34750 |
| - Merlin de Thionville Monumento conmemorativo a Merlin de Thionville                                                                     | Localización : rond point Merlin, Thionville , Moselle, Lorraine. 49°21′6″N 6°9′35″E / 49.35167, 6.15972 Dimensiones: 400 cm de altura. Piedra tallada con peana decorada. Se trata de un monumento conmemorativo que lleva la siguiente inscripción: Merlin de Thionville,1762 1833 / Gabriel Merlin,1768 1742, général gouverneur de Strasbourg / François Merlin,1776 1835, général / François Merlin 1761 1842, général. |
| - artisan métallurgiste artesano metalúgico                                                                                               | Estatua (figura colosal) Fecha de realización: hacia 1954. Material: piedra calcárea. Talla directa sobre monolito. Dimensiones: 290×200×60 cm Localización ; Edificio Malakoff , 85 rue Louis Girard, liceo de enseñanza profesional Hauts-de-Seine ; Ile-de-France 48°48′39″N 2°16′59″E / 48.81083, 2.28306 |
| | Es el autor de uno de los 16 relieves en bronce del Memorial de la Francia combatiente en Mont Valérien. Fundición en bronce con pátina negra. El Monumento fue iniciado en 1958 e inaugurado en 1960, por la que la pieza es de este periodo. Hace referencia al momento de la Segunda Guerra Mundial en que las tropas Aliadas del general Juin se apoderan de MonteCassino. Esta maniobra tuvo lugar en mayo de 1944 y supuso la caída del punto fuerte de la defensa alemana en Italia. La escultura aborda estos hechos bajo el epígrafe temático: Estrangulada por una mano enguantada de hierro, el águila enemiga comienza a debilitarse. El relieve ocupa el cuarto lugar del lado derecho del conjunto. Tiene unas dimensionas aproximadas de 100 × 100 × 40 cm 48°52′17″N 2°12′49″E / 48.87139, 2.21361 |
| | En la fachada principal de la Estación de Ferrocarril de Dunkerque, que da a la Plaza de la Gare, podemos apreciar junto a un reloj público, una escultura ejecutada por Ulysse Gemignani. El edificio es una construcción del arquitecto Jean Niermans, iniciada en 1955 y finalizada en 1962 que sustituyó a la estación destruida durante la 2ª guerra Mundial. La estatua porta la fecha 1962.51°1′49″N 2°22′7″E / 51.03028, 2.36861 |

## Otras obras
| Allen Memorial Fountain | Localizada en el 320 de Nichols Road, Country Club Plaza, Kansas City. El modelo original fue modelado por Gemignani y pasado a bronce en la fundición Marinelli de Florencia, desde donde se trasladó a su actual ubicación en 1962. Esta fuente es un homenaje a la maternidad: reproduce la figura de un niño mirando hacia arriba a la figura de una mujer que se baña. El conjunto se completa con cuatro patos con surtidores . Material: bronce y mármol. 39°2′29″N 94°35′27″O / 39.04139, -94.59083 |
| Otras Obras             | - Dancing peasant woman, (Campesina bailando). Bronce. (11,42") - Deux satyres jouant des cymbales, (dos sátiros tocando los címbalos) 1930. Bronce (22.05" × 24.02") - une jeune femme assise sur un piédestal en lisant un livre o Dáma S Knihou. Alabastro. (14.17"/38 cm); 1940. Figura de mujer sentada sobre un pedestal leyendo un libro. Alabastro. Bratislava - Bénédictin buvant au cruchon (Benedictino bebiendo del cantarillo), escultura de madera (nogal) (H 83 cm) - Crucifijo, (década de 1960) madera de iroko importada de Abiyán. Dimensiones: 500 cm de altura, 330 cm de envergadura, 1.200 kg de peso. Localización: iglesia de Nuestra Señora de Thionville49°21′53″N 6°9′55″E / 49.36472, 6.16528 - Virgen (década de 1960). Encima del pórtico de entrada de la Eglise Notre Dame de Thionville. Descripción: Representada con una media luna a sus pies y una corona de doce estrellas por encima de su cabeza. Una gran pañería traduce el vuelo hacia la Beatitud. Esta Virgen sonriente hace un gesto de adiós pero también de hasta la vista, significando su papel de mediadora entre Dios y los Hombres. 49°21′53″N 6°9′55″E / 49.36472, 6.16528 |